# Ramachandra Guha
Ramachandra Guha (Dehradun, 29 aprile 1959) è uno storico indiano, noto soprattutto come biografo di Gandhi.

## Biografia
Nato in una famiglia Tamil a Dehradun, Guha ha studiato economia all'Università di Delhi e alla Delhi School of Economics, prima di specializzarsi sulla storia sociale delle scienze forestali all'Indian Institute of Management Calcutta. Tra il 1985 e il 2000 ha insegnato in diverse prestigiose università indiane, statunitensi ed europee, tra cui Yale, Stanford, l'Università della California - Berkeley, l'Indian Institute of Science e la London School of Economics and Political Science. Guha è inoltre un esperto di cricket, su cui ha pubblicato alcuni libri, e dal gennaio al luglio 2017 è stato uno degli amministratori del Board of Control for Cricket in India, su nomina della corte suprema indiana. È noto soprattutto per la sua trilogia sulla storia moderna dell'India che comprende India after Gandhi (2007), Gandhi Before India (2013) e Gandhi: The Years That Changed the World, 1914-1948 (2018).
Guha è sposato con la graphic designer Sujata Keshavan, da cui ha avuto due figli. Nel dicembre 2019 è stato arrestato a Bangalore durante delle proteste contro le leggi anto-islamiche del presidente Modi, per poi essere rilasciato in serata.

## Opere (parziale)
- A Corner of a Foreign Field: The Indian History of a British Sport, Picador, 2002, ISBN 9780330491167

- India after Gandhi: The history of the world's largest democracy, Picador, 2007, ISBN 9780330505543
- Gandhi Before India, Penguin, 2013, ISBN 9780670083879
- Ambientalismi. Una storia globale dei movimenti (Environmentalism: A Global History), Linaria, 2016, ISBN 978-8890701788
- Gandhi: The Years that Changed the World, 1914-1948. Knopf, (2018), ISBN 9780385532310